# Сериков, Шамиль Керимович
Шами́ль Кери́мович Се́риков (5 марта 1956, Алма-Ата — 22 ноября 1989, Алма-Ата) — советский борец классического стиля, олимпийский чемпион, Заслуженный мастер спорта СССР (1979).

## Биография
Начал заниматься борьбой в 1970 году, в 1975 году стал мастером спорта СССР. Четыре раза выиграл юношеский чемпионат Казахстана, стал чемпионом Всесоюзной спартакиады школьников (1974). Дебютировав в 1977 году на чемпионате СССР среди взрослых, дважды проиграл на туше и занял одно из последних мест, однако в 1978 году уже выиграл чемпионат СССР.
На Летних Олимпийских играх 1980 года в Москве боролся в весовой категории до 57 килограммов.
В схватках:
- в первом круге на 3-й минуте тушировал броском прогибом Жульена Мевиса (Бельгия);
- во втором круге на 2-й минуте тушировал скручиванием в партер Михая Боцилэ (Румыния);
- в третьем круге по баллам со счётом 3-2 проходом в корпус выиграл у Антонио Кальтабиано (Италия);
- в четвёртом круге на 8-й минуте выиграл у Йозефа Крыста (Чехословакия) ввиду дисквалификации противника за пассивность (Сериков провёл три броска прогибом, два сбивания в партер и два наката);
- в пятом круге на 3-й минуте тушировал Бенни Юнгбека (Швеция) и вышел в финал;
- в шестом круге по баллам со счётом 11-4 выиграл у Юзефа Липеня (Польша);
- в седьмом круге не участвовал и получил звание Олимпийского чемпиона[2].

По мнению А. Псарёва, тренера Шамиля Серикова:

Разве его нужно было вооружать новыми приемами? Да в нём была вся техника классической борьбы! Из одного захвата он мог провести минимум три броска. Вот, скажем, поймал соперника в «петлю». Отсюда он эталонно может бросить прогибом, «забедрить», обратный бросок провести, «скручиванием» забросить и элементарным ломком свалить.
По мнению Бабиса Холидиса, двукратного бронзового призёра олимпийских игр, выходца из Казахстана, Шамиль Сериков был лучшим борцом всех времён в его весовой категории, «он танцевал на ковре, словно Нуриев».
Выступал за ДСО «Динамо» (Алма-Ата). Двукратный чемпион мира (1978, 1979), чемпион Европы (1979), чемпион СССР (1978).
Окончил Казахский государственный институт физической культуры. Кавалер ордена «Знак Почёта».
После выигрыша Олимпийских игр перестал активно тренироваться, «переотдохнул, перерасслабился, можно сказать, и переразвлёкся», форму восстановить не смог.
В мае 1981 году Сериков отказался ехать на БАМ с группой спортсменов, нарушив приказ начальства. Руководство сборной отреагировало жестко и исключило спортсмена из состава команды, лишив его также олимпийской стипендии. Заключительным стартом в спортивной карьере Серикова стал чемпионат Казахстана 1982 года, который он также выиграл.
В 1982—1985 годы работал тренером в Капшагае. Был слушателем факультета повышения квалификации тренеров республики, зарабатывал также случайными заработками.
22 ноября 1989 года покончил жизнь самоубийством.

### Семья
Жена Светлана, сын Тимур Сериков (нынешней тренер по классической борьбе, города Алматы) (Балуан Шолак) тренер по борьбе

## Память
- В Казахстане с 2003 года проводится международный молодёжный турнир по греко-римской борьбе памяти Шамиля Серикова[8].
- В честь борца названа улица в микрорайоне «Дархан» Алма-Аты[9].
- В 2013 году принят в Зал Славы борьбы FILA[10]